# Christian Friedrich Schlosser
Christian Friedrich Schlosser (* 15. September 1782 in Frankfurt am Main; † 14. Februar 1829 in Rom) war ein deutscher Pädagoge und Publizist.
Christian Friedrich Schlosser stammte aus einer angesehenen Frankfurter evangelischen Pfarrer- und Juristenfamilie. War sein Urgroßvater Heinrich Ludwig Schlosser noch evangelischer Pfarrer an der St. Katharinenkirche in der freien Reichsstadt Frankfurt am Main, so war sein Großvater Erasmus Carl Schlosser (1696–1773) – verheiratet mit Susanne Maria Orth – bereits Jurist, Schöffe und von 1757 bis 1764 ein sogenannter Älterer Bürgermeister in Frankfurt am Main. Seine Ämter übernahm nach seinem Tod sein Vater Hieronymus Peter Schlosser (1735–1797), ebenfalls Jurist, bzw. ein Jahr nach Tod von Hieronymus Peter dessen jüngerer Bruder Johann Georg Schlosser (1739–1799), ebenfalls Jurist mit umfangreicher Berufserfahrung, unter anderem als Sekretär des Prinzen Eugen von Württemberg, des Markgrafen Karl Friedrich von Baden, sowie als ernannter „Gemeiner Rat“ und Hofgerichtsdirektor in Karlsruhe. Dieser Onkel Johann Georg war in erster Ehe mit Cornelia Goethe (1750–1777), der Schwester Johann Wolfgang Goethes verheiratet.  Sein Bruder Johann Friedrich Heinrich Schlosser, auch genannt Fritz, war Jurist, kaiserlicher Rat, Schriftsteller, Privatgelehrter und Eigentümer vom Stift Neuburg.
Christian Friedrich Schlosser begann ein vielseitiges Studium, das er als Mediziner in Jena und Göttingen begann, wo er auch Goethes Bekanntschaft machte. 1808 ging er, von der Romantik erfasst, nach Rom. Dort lebte er im Kreis von Künstlern wie Bertel Thorvaldsen, Friedrich Overbeck und Cornelius. 1812 konvertierte er, wie zuvor sein Freund Zacharias Werner und sein Bruder Johann Friedrich Heinrich Schlosser, zum Katholizismus. Seit Anfang des Jahres 1814 wirkte er zusammen mit seinem Bruder Johann Friedrich Heinrich Schlosser in der Frankfurter Zentralverwaltung. Ab dem Sommer 1816 trat Christian zusammen mit seinem Bruder und Friedrich Schlegel in dem Streit um die Verfassung der freien Stadt Frankfurt als Wortführer der katholischen Partei hervor. Neben seinem Lehramt an einem Frankfurter Gymnasium betätigte er sich als politischer Schriftsteller. 1818/19 war er Gymnasialdirektor in Koblenz und stand in engem Kontakt mit Joseph Görres, trat aber dann von diesem Amt zurück. Ein Plan des Freiherrn vom Stein und Wilhelm von Humboldts, ihm eine Professur in Bonn zu verschaffen, scheiterte an den kirchenpolitischen Bedenken der preußischen Regierung. Nach dem Tode seiner Frau Johanna Helene aus der vermögenden Frankfurter Familie Gontard (Tochter von Susette Gontard), hielt er sich von 1820 bis 1824 in Frankreich auf. 1826 zog er, schwer erkrankt, wieder nach Rom, wo er am 14. Februar 1829 verstarb.